# 老皇太后清真寺
老皇太后清真寺（土耳其語：Atik Valide Camii, Eski Valide Camii）是一座奥斯曼帝国清真寺，位于土耳其伊斯坦布尔的人口密集的于斯屈达尔区的一个小山顶上。
老皇太后清真寺是伊斯坦布尔地区保存最完整的清真寺之一。这座清真寺是为努爾巴努蘇丹而建，她出生在威尼斯，是塞利姆二世的妻子，穆拉德三世的母亲。她是第一位从后宫统治奥斯曼帝国的皇太后。
科查·米馬爾·希南于1583年完成这座清真寺，这是他最后一件主要作品。